# Elecciones legislativas de Argentina de 1874
Las elecciones legislativas de Argentina de 1874 se realizaron el 1 de febrero del mencionado año para renovar la mitad de la Cámara de Diputados, cámara baja del Congreso de la Nación Argentina. Entre Ríos tuvo elecciones desfasadas el 10 de mayo.

## Bancas a elegir
| Provincia           | Bancas | A elegir |
| ------------------- | ------ | -------- |
| Buenos Aires        | 25     | 13       |
| Catamarca           | 4      | 3        |
| Córdoba             | 11     | 3        |
| Corrientes          | 6      | 3        |
| Entre Ríos          | 7      | 6        |
| Jujuy               | 2      | 1        |
| La Rioja            | 2      | 1        |
| Mendoza             | 3      | 2        |
| Salta               | 4      | 2        |
| San Juan            | 3      | 1        |
| San Luis            | 3      | 1        |
| Santa Fe            | 4      | 2        |
| Santiago del Estero | 7      | 4        |
| Tucumán             | 5      | 3        |
| Total               | 86     | 45       |

## Resultados por provincia
| Provincia           | Candidato                                     | Votos     |
| ------------------- | --------------------------------------------- | --------- |
| Buenos Aires        | Bernardo de Irigoyen (Comité Electoral)       | 15.596    |
| Buenos Aires        | Sabiniano Kier (Comité Electoral)             | 15.596    |
| Buenos Aires        | Carlos Pellegrini (Comité Electoral)          | 15.596    |
| Buenos Aires        | Santiago Alcorta (Comité Electoral)           | 15.595    |
| Buenos Aires        | Ezequiel A. Pereyra (Comité Electoral)        | 15.595    |
| Buenos Aires        | Leandro N. Alem (Comité Electoral)            | 15.595    |
| Buenos Aires        | Martín de Gainza (Comité Electoral)           | 15.593    |
| Buenos Aires        | Mariano Marenco (Comité Electoral)            | 15.593    |
| Buenos Aires        | Manuel Ocampo (Comité Electoral)              | 15.592    |
| Buenos Aires        | Álvaro Barros (Comité Electoral)              | 15.591    |
| Buenos Aires        | León Federico Aneiros (Comité Electoral)      | 15.590    |
| Buenos Aires        | Carlos Salas (Comité Electoral)               | 15.590    |
| Buenos Aires        | Eduardo Madero (Comité Electoral)             | 15.542    |
| Buenos Aires        | Bonifacio Lastra (Club Constitucional)        | 15.100    |
| Buenos Aires        | Daniel María Cazón (Club Constitucional)      | 15.099    |
| Buenos Aires        | Mauricio González Catán (Club Constitucional) | 15.099    |
| Buenos Aires        | Adolfo Rawson (Club Constitucional)           | 15.098    |
| Buenos Aires        | José María Gutiérrez (Club Constitucional)    | 15.098    |
| Buenos Aires        | Eduardo Costa (Club Constitucional)           | 15.097    |
| Buenos Aires        | Norberto Quirno Costa (Club Constitucional)   | 15.097    |
| Buenos Aires        | Saturnino Unzué (Club Constitucional)         | 15.089    |
| Buenos Aires        | Ramón B. Muñiz (Club Constitucional)          | 15.082    |
| Buenos Aires        | Frank Livingston (Club Constitucional)        | 15.081    |
| Buenos Aires        | Ezequiel N. Paz (Club Constitucional)         | 15.067    |
| Buenos Aires        | José A. Ocantos (Club Constitucional)         | 15.010    |
| Buenos Aires        | Víctor Martínez (Club Constitucional)         | 14.780    |
| Catamarca           | Francisco C. Figueroa                         | Sin datos |
| Catamarca           | Manuel Fortunato Rodríguez                    | Sin datos |
| Catamarca           | Lisandro Olmos                                | Sin datos |
| Córdoba             | Belindo S. Soaje                              | Sin datos |
| Córdoba             | Mateo José Molina                             | Sin datos |
| Córdoba             | Cleto Peña                                    | Sin datos |
| Corrientes          | Emilio Díaz                                   | 2.771     |
| Corrientes          | Juan M. Rivera                                | 2.573     |
| Corrientes          | Mariano Castellanos                           | 2.550     |
| Corrientes          | Sr. Martínez                                  | 2.203     |
| Corrientes          | Sr. Castellanos                               | 2.202     |
| Corrientes          | Sr. Vivar                                     | 2.201     |
| Entre Ríos          | Onésimo Leguizamón                            | 3.411     |
| Entre Ríos          | José María Ortiz                              | 3.411     |
| Entre Ríos          | Martín Ruiz Moreno                            | 3.411     |
| Entre Ríos          | Jesús M. del Campo                            | 3.410     |
| Entre Ríos          | Juan José Álvarez                             | 3.410     |
| Entre Ríos          | Ángel María Donado                            | 3.408     |
| Jujuy               | Cástulo Aparicio                              | 1.212     |
| Jujuy               | Sr. Bustamante                                | 1.208     |
| Jujuy               | Sr. Ávila                                     | 96        |
| La Rioja            | Guillermo San Román                           | 1.162     |
| La Rioja            | Carlos Luna                                   | 684       |
| Mendoza             | Isaac Chavarría                               | 880       |
| Mendoza             | Daniel Videla Correa                          | 214       |
| Mendoza             | Sr. Albarracín                                | 64        |
| Mendoza             | Otros                                         | 2         |
| Salta               | José Evaristo Uriburu                         | 5.333     |
| Salta               | Benjamín Zorrilla                             | 4.090     |
| Salta               | Arístides López                               | 1.928     |
| Salta               | Francisco Ortiz                               | 51        |
| Salta               | José López                                    | 4         |
| Salta               | Victorino de la Plaza                         | 3         |
| Salta               | Pedro Uriburu                                 | 1         |
| Salta               | Benjamín Valdez                               | 1         |
| San Juan            | José Manuel Zavalla                           | 2.347     |
| San Juan            | Víctor Rodríguez                              | 8         |
| San Juan            | Juan Pablo Albarracín                         | 1         |
| San Luis            | Juan M. Garro                                 | 1.207     |
| San Luis            | Francisco Barboza                             | 291       |
| San Luis            | Juan Garro                                    | 167       |
| San Luis            | Juan P. Garro                                 | 28        |
| San Luis            | Pablo Pruneda                                 | 1         |
| San Luis            | Juan N.                                       | 1         |
| Santa Fe            | Pedro Lucas Funes                             | 1.695     |
| Santa Fe            | Milcíades Echagüe                             | 1.695     |
| Santa Fe            | José María Cullen                             | 1         |
| Santa Fe            | Federico de la Barra                          | 1         |
| Santiago del Estero | Abraham González                              | 3.510     |
| Santiago del Estero | Fenelón Lezama                                | 3.509     |
| Santiago del Estero | Octavio Gondra                                | 3.507     |
| Santiago del Estero | Tristán Achával                               | 3.188     |
| Tucumán             | Tiburcio Padilla                              | 1.945     |
| Tucumán             | Lidoro Quinteros                              | 1.945     |
| Tucumán             | Pedro Alurralde                               | 1.945     |

1. ↑  Renunció el 4 de agosto de 1875. Las vacantes por su renuncia y la renuncia de Carlos Tejedor son completadas por Lucio V. Mansilla y Bernardo Solveyra en 1876.
2. ↑  Renuncia aceptada el 17 de septiembre de 1874, se realizan nuevas elecciones el 8 de agosto de 1875.
3. ↑  Declarado cesante por la Cámara de Diputados el 2 de junio de 1875, se realizan nuevas elecciones el 8 de agosto de 1875.
4. ↑  No se incorporó, se realizan nuevas elecciones el 8 de agosto de 1875.
5. ↑  Asumió como gobernador de Buenos Aires el 12 de septiembre de 1874 y declarado cesante por la Cámara de Diputados el 2 de junio de 1875, se realizan nuevas elecciones el 8 de agosto de 1875.
6. ↑  Renunció el 12 de mayo de 1875, se realizan nuevas elecciones el 8 de agosto de 1875.
7. ↑  Renunció el 10 de mayo de 1875, lo reemplaza Manuel Ignacio Lagraña en 1876.
8. ↑  Nombrado Ministro de Justicia el 12 de octubre de 1874, lo reemplaza Miguel J. Malarín en 1876.
9. ↑  Declarado cesante por la Cámara de Diputados el 2 de junio de 1875, lo reemplaza Manuel S. Ovejero en una elección especial el 4 de marzo de 1877.
10. ↑  Diploma no aceptado por la Cámara de Diputados, lo reemplaza Julio Achával en una elección especial el 7 de febrero de 1875.
11. ↑  Electo para completar el mandato de Pablo Pruneda (1872-1876).
12. ↑  No se incorporó. Las vacantes por su renuncia y el fallecimiento de Tristán Achával son completadas por Pedro Ramón Alcorta y Rafael de la Plaza en una elección especial el 14 de marzo de 1875.
13. ↑  Falleció el 7 de diciembre de 1874. Las vacantes por su fallecimiento y la renuncia de Octavio Gondra son completadas por Pedro Ramón Alcorta y Rafael de la Plaza en una elección especial el 14 de marzo de 1875.
14. ↑  Renunció el 6 de octubre de 1875, lo reemplaza Pedro Uriburu en 1876.

## Elecciones parciales
| Provincia           | Fecha                | Candidato                   | Votos                       |
| ------------------- | -------------------- | --------------------------- | --------------------------- |
| Buenos Aires        | 25 de abril de 1875  | No se realizó el escrutinio | No se realizó el escrutinio |
| Buenos Aires        | 8 de agosto de 1875  | Amancio Alcorta             | 5.098                       |
| Buenos Aires        | 8 de agosto de 1875  | Eudoro Balsa                | 5.098                       |
| Buenos Aires        | 8 de agosto de 1875  | Félix Frías                 | 5.098                       |
| Buenos Aires        | 8 de agosto de 1875  | Martín de Gainza            | 5.098                       |
| Buenos Aires        | 8 de agosto de 1875  | Carlos Tejedor              | 5.098                       |
| Buenos Aires        | 8 de agosto de 1875  | Julio Campos                | 5.098                       |
| Buenos Aires        | 8 de agosto de 1875  | Edelmiro Mayer              | 5.098                       |
| Buenos Aires        | 8 de agosto de 1875  | Eduardo Basabilbaso         | 5.098                       |
| Buenos Aires        | 8 de agosto de 1875  | Carlos Saavedra Zavaleta    | 5.098                       |
| Buenos Aires        | 8 de agosto de 1875  | Miguel Goyena               | 4.892                       |
| Buenos Aires        | 8 de agosto de 1875  | Eduardo Wilde               | 4.892                       |
| Buenos Aires        | 8 de agosto de 1875  | Martín Bustos               | 206                         |
| Buenos Aires        | 8 de agosto de 1875  | Miguel Esteves Lagos        | 206                         |
| La Rioja            | 7 de febrero de 1875 | Julio Achával               | 1.040                       |
| La Rioja            | 7 de febrero de 1875 | Ramón R. Bravo              | 170                         |
| Santiago del Estero | 14 de marzo de 1875  | Rafael de la Plaza          | 1.405                       |
| Santiago del Estero | 14 de marzo de 1875  | Pedro Ramón Alcorta         | 1.360                       |
| Santiago del Estero | 14 de marzo de 1875  | Palemón Carranza            | 38                          |
| Santiago del Estero | 14 de marzo de 1875  | Absalón Ibarra              | 22                          |
| Santiago del Estero | 14 de marzo de 1875  | Gregorio Santillán          | 21                          |
| Santiago del Estero | 14 de marzo de 1875  | Juan F. Iramain             | 3                           |
| Santiago del Estero | 14 de marzo de 1875  | Telasco Castellanos         | 3                           |
| Santiago del Estero | 14 de marzo de 1875  | Alfonso Montenegro          | 2                           |
| Santiago del Estero | 14 de marzo de 1875  | Santiago Palacio            | 2                           |
| Santiago del Estero | 14 de marzo de 1875  | Juan Migueles               | 1                           |
| Santiago del Estero | 14 de marzo de 1875  | Napoleón Juárez             | 1                           |
| Santiago del Estero | 14 de marzo de 1875  | Nicanor Giménez             | 1                           |
| Santiago del Estero | 14 de marzo de 1875  | Manuel Gorostiaga           | 1                           |

1. ↑  Se realiza una nueva elección el 8 de agosto de 1875.
2. ↑  Electo junto a Eudoro Balsa, Félix Frías, Martín de Gainza, Miguel Goyena y Eduardo Wilde para completar los mandatos de Luis Sáenz Peña, Aristóbulo del Valle, Juan Andrés Gelly y Obes, Dardo Rocha, Francisco de Elizalde y Mariano Saavedra (1872-1876).
3. ↑  Electo junto a Amancio Alcorta, Félix Frías, Martín de Gainza, Miguel Goyena y Eduardo Wilde para completar los mandatos de Luis Sáenz Peña, Aristóbulo del Valle, Juan Andrés Gelly y Obes, Dardo Rocha, Francisco de Elizalde y Mariano Saavedra (1872-1876).
4. ↑  Electo junto a Amancio Alcorta, Eudoro Balsa, Martín de Gainza, Miguel Goyena y Eduardo Wilde para completar los mandatos de Luis Sáenz Peña, Aristóbulo del Valle, Juan Andrés Gelly y Obes, Dardo Rocha, Francisco de Elizalde y Mariano Saavedra (1872-1876).
5. ↑  Electo junto a Amancio Alcorta, Eudoro Balsa, Félix Frías, Miguel Goyena y Eduardo Wilde para completar los mandatos de Luis Sáenz Peña, Aristóbulo del Valle, Juan Andrés Gelly y Obes, Dardo Rocha, Francisco de Elizalde y Mariano Saavedra (1872-1876).
6. ↑  Electo junto a Julio Campos, Edelmiro Mayer, Eduardo Basabilbaso y Carlos Saavedra Zavaleta para completar los mandatos de Manuel Ocampo, Sabiniano Kier, Álvaro Barros, Martín de Gainza y León Federico Aneiros (1874-1878). Carlos Tejedor renunció el 29 de septiembre de 1875, las vacantes por su renuncia y la renuncia de Bernardo de Irigoyen son completadas por Lucio V. Mansilla y Bernardo Solveyra en 1876.
7. ↑  Electo junto a Carlos Tejedor, Edelmiro Mayer, Eduardo Basabilbaso y Carlos Saavedra Zavaleta para completar los mandatos de Manuel Ocampo, Sabiniano Kier, Álvaro Barros, Martín de Gainza y León Federico Aneiros (1874-1878).
8. ↑  Electo junto a Carlos Tejedor, Julio Campos, Eduardo Basabilbaso y Carlos Saavedra Zavaleta para completar los mandatos de Manuel Ocampo, Sabiniano Kier, Álvaro Barros, Martín de Gainza y León Federico Aneiros (1874-1878).
9. ↑  Electo junto a Carlos Tejedor, Julio Campos, Edelmiro Mayer y Carlos Saavedra Zavaleta para completar los mandatos de Manuel Ocampo, Sabiniano Kier, Álvaro Barros, Martín de Gainza y León Federico Aneiros (1874-1878).
10. ↑  Electo junto a Carlos Tejedor, Julio Campos, Edelmiro Mayer y Eduardo Basabilbaso para completar los mandatos de Manuel Ocampo, Sabiniano Kier, Álvaro Barros, Martín de Gainza y León Federico Aneiros (1874-1878).
11. ↑  Electo junto a Amancio Alcorta, Eudoro Balsa, Félix Frías, Martín de Gainza y Eduardo Wilde para completar los mandatos de Luis Sáenz Peña, Aristóbulo del Valle, Juan Andrés Gelly y Obes, Dardo Rocha, Francisco de Elizalde y Mariano Saavedra (1872-1876). Miguel Goyena no se incorporó, no fue reemplazado.
12. ↑  Electo junto a Amancio Alcorta, Eudoro Balsa, Félix Frías, Martín de Gainza y Miguel Goyena para completar los mandatos de Luis Sáenz Peña, Aristóbulo del Valle, Juan Andrés Gelly y Obes, Dardo Rocha, Francisco de Elizalde y Mariano Saavedra (1872-1876).
13. ↑  Electo para el mandato de 1874-1878, luego de la anulación de la elección general de 1874.
14. ↑  Electo junto a Pedro Ramón Alcorta para completar los mandatos de Octavio Gondra y Tristán Achával (1874-1878).
15. ↑  Electo junto a Rafael de la Plaza para completar los mandatos de Octavio Gondra y Tristán Achával (1874-1878).